# Titanes del Terror
Los Titanes del Terror (en inglés Terror Titans) es un grupo de supervillanos del universo DC. Son el grupo contrario a Los Jóvenes Titanes, y está compuesto por villanos de nueva generación. Aparecieron por primera vez como equipo en Teen Titans #56, aunque Clock King y Dreadbolt aparecieron en forma de sombra al final del #55.

## Historia del equipo
Los Titanes del Terror hacen su primer ataque en una fiesta improvisada por Kid Devil en la Titans Tower. Dreadbolt en su forma de civil, se infiltra y planta varios dispositivos de teletransportación alrededor de la torre, llevando luego a Kid Devil a una trampa. Kid Devil es derrotado y capturado por los Titanes del Terror. Copperhead, Persuader y Disruptor se infiltran entonces en la torre y atacan a Ravager. Durante la batalla, una línea de gas se rompe, destruyendo una parte de la torre.
Disruptor es enviado a capturar a Miss Martian, la cual es arrojada dentro de un anillo junto a Kid Devil, como parte de un plan de Clock King para venderlos a la Sociedad Secreta de Dark Side. Clock King intenta cerrar el trato con la Sociedad, pero esta rehúsa ya que se le habían prometido todos los Titanes. Los Titanes del Terror vuelven a la base, sin embargo Ravager, que sobrevivió a la explosión, los sigue de cerca.
De vuelta en la Torre, Robin descubre un mensaje en un rdispositivos de Clock King. El mensaje dice que tiene que llevar a todos los Titanes restantes a una iglesia abandonada. Mientras tanto, Eddie y M'gann han sido encarcelados en una celda. M'gann descubre que Fever también ha sido capturado, y Eddie es llevado al ring para pelear contra  Hardrock. Cuando el resto de los Titanes llegan a la iglesia, Dreadbolt y Disruptor teletransportan a  Wonder Girl y a  Blue Beetle con sus demás compañeros. Robin va contra Clock King, sólo para descubrir que su enemigo tiene la capacidad de predecir en 4.6692 segundos antes el futuro. Capaz de predecir cada movimiento del chico maravilla, Clock King derrota a Robin, y se prepara para apuñalarlo con un cuchillo.
En la arena de la Sociedad de Dark Side, Eddie, con la ayuda de la telepatía de Megan, logra recuperar su mente racional, escapando luego los dos. Como Wonder Girl está siendo muy golpeada por Disruptor y Persuader, Rose la salva, y Blue Beetle, habiendo derrotado a Dreadbolt y Copperhead, se une a ellas para ayudar a Robin. Ravager ataca a Clock King, sólo para encontrar que sus habilidades precognitivas están en sintonía perfecta con las suyas. Clock King le ofrece la oportunidad de unirse con él, pero ella lo rechaza.
Algún tiempo después,  Clock King se hace cargo del club de Dark Side, planificando utilizar los cerebros lavados de los jóvenes metahumanos para sus propios planes. Ravager, que había aceptado finalmente la oferta de Clock King, ayuda a formar a los Titanes del Terror físicamente, mientras que Clock King los entrena mentalmente. Dreadbolt mata a su padre Bolt y toma su nombre, reúne a Persuader con su padre, luego lo mata y cuida a Copperhead de un combatiente llamado TNTeena, ganándose su confianza, solo para matarlo después.
Todo esto fue la forma por la cual Clock King acondicionó a los Titanes del Terror en soldados despiadados. Finalmente se reveló que Clock King había hecho de los metahumanos mentalmente controlados su propia Milicia Mártir, y los había enviado a Los Ángeles, con la tarea de destruir la ciudad simplemente para su propia diversión. Ravager, disgustada, se vuelve contra los Titanes del Terror, y junto a Miss Martian, que había estado haciéndose pasar por uno de los combatientes, libera a los metahumanos del lavado cerebral, que a su vez se enfrentan a los Titanes del Terror. Más adelante los Titanes del Terror vuelven con Clock King en busca de ayuda, sin embargo él mata a Disruptor y deja al resto a merced de los metahumanos entrantes. Ravager enfrenta a Clock King, y logra derrotarlo, aunque ella no es capaz de evitar que se escape. Los tres restantes Titanes del Terror escapan de custodia dos semanas más tarde, para trazarse la meta de vengarse de Clock King.

## Miembros
El equipo está formado bajo el manto heredado de otros supervillanos, como McKeever explica: "lo que he hecho con los Titanes del Terror es crear un equipo de adolescentes malos usando la idea de caracteres heredados".
- Clock King: Líder del grupo.
- Dreadbolt: Terry Bolatinsky. Hijo del supervillano Bolt.
- Copperhead: No tiene relación con el Copperhead original.[4]
- Persuader: Femenina, posiblemente una antepasado del primer Persuader.[8]
- Disruptor: Hija del supervillano Disruptor original. Más tarde se revela que es una mentira.[8]
- Ravager: Deja a Los Jóvenes Titanes en Teen Titans #60, teniendo un rol importante en la serie limitada de los Titanes del Terror.